# Félix d'Herelle
Félix d'Herelle (25 de abril de 1873 — 22 de fevereiro 1949) foi um microbiólogo franco-canadense, o co-descobridor dos bacteriófagos (vírus que infectam bactérias) e fez experiências sobre a possibilidade de fagoterapia.